# Limonia albifrons
Limonia albifrons là một loài ruồi trong họ Limoniidae. Chúng phân bố ở miền Cổ bắc.